# 霍爾特冰川
74°40′S 110°36′W / 74.667°S 110.600°W
霍爾特冰川（英語：Holt Glacier）是南極洲的冰川，位於瑪麗伯德地，處於格賴姆斯嶺和瓊斯海崖之間，美國地質調查局根據該國海軍的空中照片繪入地圖，現時由南極條約體系管理。